# 맥아더: 일본 침몰에 관한 불편한 해석
《맥아더: 일본 침몰에 관한 불편한 해석》(일본어: 終戦のエンペラー 슈센노엔페라[*], 영어: Emperor)은 2012년 공개된 피터 웨버 감독 영화이다. 제2차 세계 대전 종전 직후 연합군 점령의 일본을 무대로, 쇼와 천황이 전범으로 재판에 대해 사실을 허구를 섞어 가며 그린다. 주요 촬영은 뉴질랜드에서 행해졌지만, 일본에서의 촬영도 행해져 상업 영화로는 처음으로 일본 황궁 내부에서의 촬영도 허용되었다.

## 출연

### 주연
- 토미 리 존스
- 매튜 폭스

### 조연
- 하츠네 에리코
- 니시다 토시유키
- 하네다 마사요시
- 모모이 가오리
- 이부 마사토
- 나츠야기 이사오
- 카타오카 타카타로
- 콜린 모이
- 나카무라 마사토시
- 아론 잭슨
- 닉 샘슨
- 히노 쇼헤이
- 윌 월리스
- 켈슨 헨더슨
- 스티븐 팝스
- 우사미 신고
- 키쿠치 타카노리
- 잉그리드 파크
- 나라내시 요코
- 하야카와 카즈키
- 나리타 카이토
- 미카엘라 루니
- 야나기다 히데코
- 폴 기틴스
- 스티븐 홀
- 하스오 켄고
- 하시모토 쿠니
- 데이빗 애스튼
- 짐 맥라티
- 야마구치 요시유키
- 야마다 다이고로
- 타나베 니치타
- 요네쿠라 요이치로
- 미즈키 코지
- 나카니시 노부코
- 코나 켈리
- 이시다 토루
- 랜스 마사
- 나가이 모토시게

## 기타
- 프로듀서: 게리 포스터
- 프로듀서: 러스 크라스노프
- 프로듀서: 나라내시 요코
- 프로듀서: 노무라 유진
- 공동제작: 팀 코딩턴
- 조감독: 니콜라스 브로
- 조감독: 안톤 스틸
- 조감독: 토비 피즈
- 미술: 그랜트 메이저
- 세트: 다니엘 버트
- 특수효과: 리처드 슐러
- 시각효과: 줄리안 딤시
- 의상: 엔길라 딕슨
- 섭외: 제인 젠킨스
- 섭외: 나라내시 요코